# かつくら
『かつくら』（Katsukura）は、株式会社桜雲社が発行・発売している季刊の女性向け文芸情報誌。
「小説ファン・ブック」というサブタイトルが付けられている。

## 沿革・概要
株式会社雑草社が刊行していた漫画情報誌『ぱふ』に掲載されていたコーナー「活字倶楽部」が、『ぱふ』別冊という形の雑誌として1994年に創刊された。当初は年に1回の刊行で、次第に刊行数が増え、季刊（1・4・7・10月）となった。創刊号は若木未生・島田荘司を特集し、綾辻行人・小野不由美へのインタビューを掲載していた。
創刊時の誌名は『活字倶楽部』（かつじくらぶ）で、2011年6月発売の2011年春号（vol.61）まで、雑草社が雑誌として発行していた。キャッチフレーズは「小説ファン・マガジン」だった。
2011年9月発売の2011年夏秋号（vol.62）からは桜雲社編集・株式会社新紀元社発行となり、書籍扱いになった。その次の号となる2012年1月発売の2012年冬号（vol.1）から、誌名を『かつくら』に改め、通巻番号はもvol.1から再スタートしている。キャッチフレーズも、「小説ファン・ブック」に変わった。
2015年4月発売の2015年春号（vol.14）からは、発行も桜雲社が行っている。

## 巻頭特集
| 年     | 冬号                  | 春号                                | 夏号                                     | 秋号                                          |
| ------ | --------------------- | ----------------------------------- | ---------------------------------------- | --------------------------------------------- |
| 1997年 | 1996マイベストブック! | 上橋菜穂子                          | 京極夏彦                                 | SF&ファンタジー特集                           |
| 1998年 | 1997マイベストブック! | ホラー小説特集                      | 『三国志』特集                           | 有栖川有栖、皆川ゆか                          |
| 1999年 | 1998マイベストブック! | 篠田真由美、北村薫                  | 夢枕獏、宮部みゆき                       | 長野まゆみ、真保裕一                          |
| 2000年 | 1999マイベストブック! |                                     |                                          |                                               |
| 2001年 | 2000マイベストブック! | 北方謙三                            | W特集 上遠野浩平、小野不由美             | 有栖川有栖                                    |
| 2002年 | 2001マイベストブック! | 森博嗣                              | 女の子小説大特集                         | 絵本&児童書ガイド                             |
| 2003年 | 2002マイベストブック! | 前田珠子                            | 宮沢賢治                                 | 田中芳樹                                      |
| 2004年 | 2003マイベストブック! | ミステリー、好きですか?             | イラストレーター - 小説を彩る人々        | 絵本の国へようこそ - おとなのための厳選ガイド |
| 2005年 | あさのあつこ          | 上遠野浩平                          | W特集 恩田陸、福井晴敏                   | 中華ファンタジー&歴史小説                     |
| 2006年 | マイベストブック2005  | 荻原規子                            | 有栖川有栖                               | 梨木香歩                                      |
| 2007年 | マイベストブック2006  | 上橋菜穂子                          | 桜庭一樹                                 | 乙女と隠れ腐女子のための読書案内              |
| 2008年 | マイベストブック07→08 | 畠中恵                              | 少女小説キャッチアップ!                  | 有川浩                                        |
| 2009年 | マイベストブック08→09 | 浪漫文学散歩 - 明治・大正・昭和初期 | 歴女宣言! キャラクターで読む歴史小説ナビ | 伊坂幸太郎                                    |
| 2010年 | マイベストブック2009  | 三浦しをん                          | 名探偵&ミステリー                        | 辻村深月                                      |
| 2011年 | マイベストブック10→11 | 米澤穂信                            | あさのあつこ                             | あさのあつこ                                  |
| 2012年 | マイベストブック11→12 | 雪乃紗衣『彩雲国物語』              | 冲方丁                                   | W特集 はやみねかおる、皆川博子                |
| 2013年 | マイベストブック12→13 | 和風ファンタジー案内 "陰陽師"の世界 | 時雨沢恵一                               | W特集 森見登美彦、田中芳樹                    |
| 2014年 | マイベストブック13→14 | 高殿円                              | 坂木司                                   | 川原礫 - 走り続けるその先に                   |
| 2015年 | 上橋菜穂子            | 古野まほろ                          | 月村了衛                                 | 桑原水菜                                      |
| 2016年 | マイベストブック15→16 | 中田永一 - やさしい物語の裏側       | 島田荘司「御手洗潔シリーズ」             | 荻原規子                                      |
| 2017年 | マイベストブック16→17 | 綾辻行人 - 謎めく館への招き         | 藤木稟「バチカン奇跡調査官」             | 恩田陸                                        |